# The Family That Preys
The Family That Preys (Alternativtitel: Tyler Perry's the Family That Preys) ist eine US-amerikanische Filmkomödie aus dem Jahr 2008. Regie führte Tyler Perry, der auch das Drehbuch schrieb und den Film produzierte.

## Handlung
Die vermögende Charlotte Cartwright ist seit Jahren mit der Arbeiterin Alice Pratt befreundet. Pratts Tochter Andrea betrügt ihren Ehemann Chris mit ihrem Chef, der gleichzeitig der Sohn von Pratts Freundin ist. Pratts zweite Tochter Pam heiratet einen Bauarbeiter. Sie bemüht sich, die Familienangelegenheiten zu ordnen.
Cartwright und Pratt unternehmen eine Reise, um den familiären Problemen zu entkommen.

## Hintergründe
Der Produzent verhandelte zeitweise mit Jennifer Hudson, die für eine der größeren Rollen vorgesehen war. Der Film wurde in Atlanta und in Covington (Georgia) gedreht. Er startet in den Kinos der USA am 12. September 2008.
Sanaa Lathan sagte Anfang September 2008 in einem Interview, sie habe es als interessant empfunden, eine andere Rolle als die bisher gespielten zu verkörpern – ein „Biest“ („bitch“). Sie habe zum dritten Mal eine Tochter der von Alfre Woodard verkörperten Figur gespielt; ihre Filmschwester Taraji P. Henson habe bereits in einem früheren Film ihre beste Freundin verkörpert und würde im realen Leben von Lathan wie echte Schwester behandelt. Die Filmfiguren würden zwar verschiedenen Rassen angehören, aber der Film thematisiere die Rassenproblematik nicht; die erzählte Familiengeschichte sei universell und von der Rasse unabhängig.